# کوه هفت تنان
کوه هفت تنان (به لهجه محلی: هفتنون یا هفترون) با ارتفاع بیش از ۱۸۰۰ متر از سطح دریا در منطقه بخش سردشت دزفول واقع شده‌است. هفت تنان یکی از اکوسیستم‌های ارزشمند زاگرس میانی در شمال سردشت خوزستان بوده و زیستگاه جانورانی چون کل و بز ایرانی، خرس، پلنگ و رویشگاه بلوط ایرانی، بادام، کلخنگ، بنه و …. می‌باشد. شرایط زیستگاهی بویژه دست نخوردگی منطقه، تنوع حیات وحش و پوشش جنگلی و همچنین حفاظت از نسل حیات وحش آن و جلوگیری از شکار بی‌رویه شرایط را برای تعیین منطقه فوق بعنوان یکی از مناطق چهارگانه تحت حفاظت سازمان حفاظت محیط زیست تحت عنوان شکار ممنوع مهیا نموده‌است. کوه هفت نان یکی از کوه‌هایی است که در ایام مختلف سال به خصوص بعد از بارندگی از شهر سردشت و شهرستان دزفول  مشخص است و منظرهٔ زیبایی را به افق سردشت دزفول می‌دهد.

در مجاور این کوه روستای ابوالحسن واقع شده‌است و "دژ محمدعلی خان بختیاری" نیز در روبروی این کوه واقع گردیده‌است. کوه‌های متعددی در شمال منطقه بخش سردشت از مجموعه رشته کوه‌های زاگرس وجود دارد که کوه هفت تنان یکی از این کوه‌هاست.